# Rahmenantenne

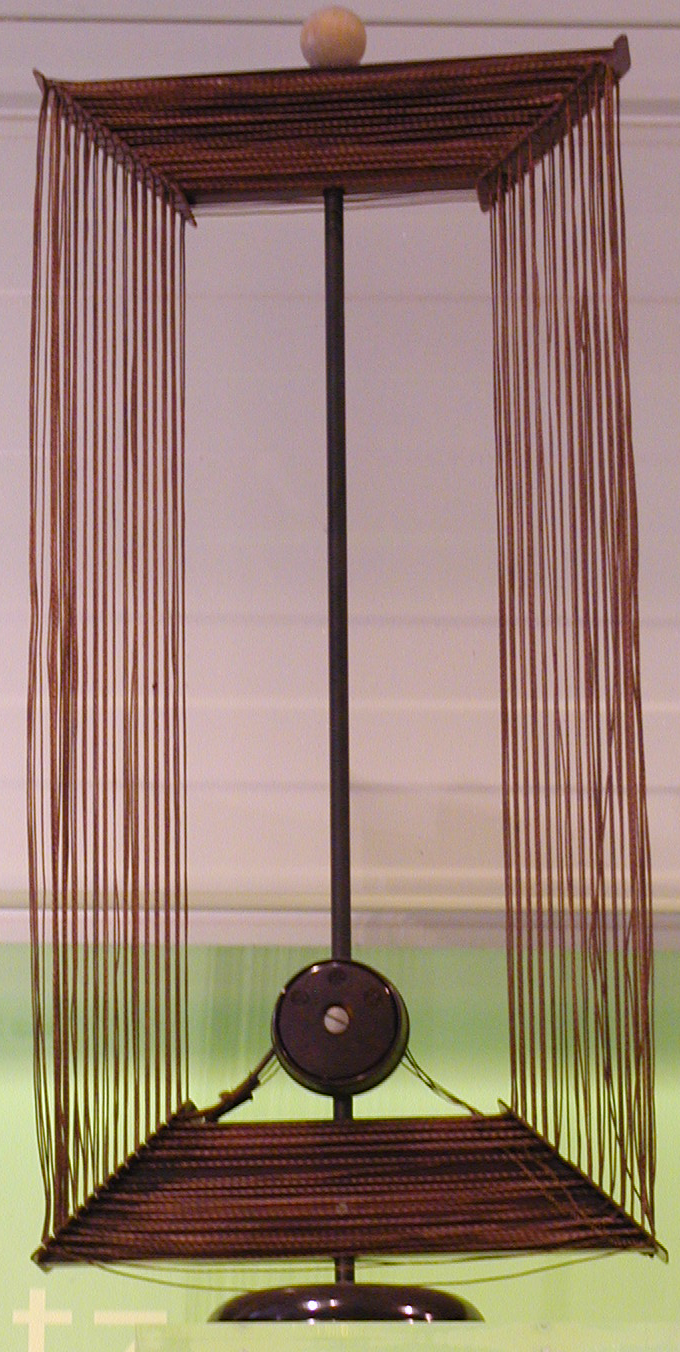
Rahmenantenne aus der Frühzeit des Radioempfangs

Die Drahtspule ist Induktivität L, sie muss an einen Kondensator C angeschlossen werden

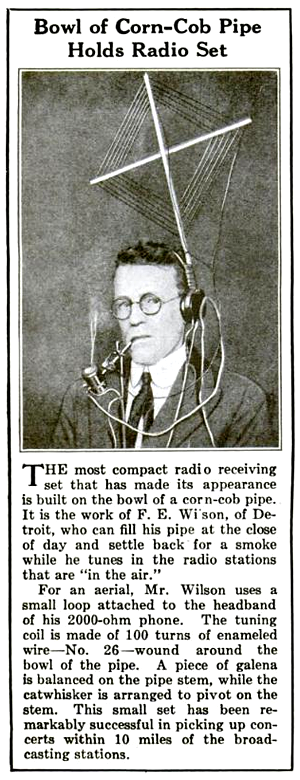
Rahmenantenne für den Detektorempfang

Eine Rahmenantenne ist eine meist auf einem Rahmen mit möglichst großem Querschnitt (bis ca. 30 cm) montierte Luftspule, welche als Empfangsantenne für Längst-, Lang-, Mittel- und Kurzwellen verwendet wird. Sie ist eine Magnetantenne, erzeugt oder empfängt also primär den magnetischen Teil des elektromagnetischen Feldes.

## Aufbau und Funktion
Da der Umfang in der Regel wesentlich kleiner als eine halbe Wellenlänge ist, weist eine Rahmenantenne eine homogene Stromverteilung entlang des Leiters auf, anders als bei einem Halbwellendipol, der an den Dipolenden ein Spannungsmaximum und in der Mitte ein Strommaximum aufweist. Ihr Fußpunktwiderstand ist prinzipiell komplex und liegt je nach Windungszahl zwischen 130 und unter 1 Ohm. Rahmenantennen können entweder breitbandig ausgeführt sein und sind dann relativ unempfindlich oder sie sind abstimmbar, indem ein Drehkondensator parallel geschaltet ist. Abgestimmte Antennen sind infolge der Resonanzüberhöhung empfindlicher, jedoch nur bei einer Frequenz. Abgestimmte Rahmenantennen haben sehr hohe reelle Fußpunktwiderstände.
Wie alle magnetischen Antennen weist die Rahmenantenne eine Richtwirkung auf – eine Spule mit waagerechter Wickelachse hat in waagerechter Ebene für senkrecht polarisierte Wellen eine Richtcharakteristik und empfängt keine waagerecht polarisierten Wellen. Da Wellen von Funktürmen/-masten senkrecht polarisiert sind, muss die Antenne nur um die senkrechte Achse gedreht werden, um auf den Sender ausgerichtet zu sein – sie steht dann mit ihrer Wickelachse quer zur Empfangsrichtung.
Die Rahmenantenne ist von ihrer Theorie her eine sehr direkte Veranschaulichung des Induktionsprinzips, wonach die induzierte Spannung der Änderung des magnetischen Flusses proportional ist: Hier ist die Fläche A besonders groß (und normalerweise auch die Windungszahl n), um einen großen Effekt (eine hohe Induktionsspannung) zu erzielen. Die Änderung des magnetischen Flusses stammt von der vom Sender eintreffenden elektromagnetischen Strahlung; deren elektrisches Feld, magnetisches Feld und die Ausbreitungsrichtung stehen jeweils senkrecht zueinander.
Zum Senden mit einer Rahmenantenne erzeugt ein Hochfrequenzstrom in der Spule seinerseits ein magnetisches Wechselfeld im Raum und in der Folge eine elektromagnetische Welle.
Rahmenantennen können in einen unterbrochenen Metallrohr-Ring eingebaut werden und sind dann weitestgehend unempfindlich gegen elektrische Störfelder oder auch Blitzeinschläge.

## Anwendungen
Rahmenantennen wurden zumindest früher für den Kurzwellenfunk auf Schiffen verwendet, wobei deren Richtwirkung durch eine drehbare Montage zusätzlich ausgenutzt wurde. Drehbare Rahmenantennen werden zur Funkpeilung benutzt. Das Empfangssignal hat genau dann ein Maximum, wenn die Spulenebene in Richtung Sender weist. Bei quer zur Empfangsrichtung stehender Spule ist es null.
Es gibt vereinzelt auch Radioempfänger, die als Empfangsantenne für die AM-Bereiche keine Ferritantenne, sondern eine kleine Rahmenantenne (Durchmesser hier nur ca. 10 cm) besitzen, die separat neben dem Gerät aufgestellt wird und auf den gewünschten Sender ausgerichtet werden kann.
Selbstbauten großer Rahmenantennen finden heute vor allem unter Rundfunkhörern im Mittelwellenbereich und unter Funkamateuren im Kurzwellenbereich Anwendung. Diese Rahmenantennen weisen Größen bis zu anderthalb Meter auf und werden an Weltempfängern oder eigenen Stationen betrieben. Rahmenantennen finden sich auch in RFID-Transpondern. Eine weitere Anwendung sind Messungen der elektromagnetischen Verträglichkeit.

## Grundgleichungen
Für die Rahmenantenne ergibt sich die Klemmenspannung Ue näherungsweise nach folgender Gleichung:
{\displaystyle U_{\mathrm {e} }\approx {\frac {2\pi nA}{\lambda }}E}
mit E für die einfallende elektrische Feldstärke [V/m], λ für die Wellenlänge der Strahlung [m], A für die Antennenfläche [m²] und n für die Windungszahl.
Für den Strahlungswiderstand Rs [Ohm] gilt näherungsweise:
{\displaystyle R_{\mathrm {s} }\approx {\frac {2}{3}}Z_{\mathrm {0} }\pi \left({\frac {2\pi nA}{\lambda ^{2}}}\right)^{2}}
und für die Induktivität L [H] in Näherung:
{\displaystyle L\approx \mu _{0}n^{2}{\frac {d_{\mathrm {r} }}{2}}\ln \!\!\left({\frac {d_{\mathrm {r} }}{d_{\mathrm {D} }}}\right)}
Mit {\displaystyle d_{\mathrm {r} }} als Durchmesser des Rahmens [m] und {\displaystyle d_{\mathrm {D} }}, dem Durchmesser des Drahtes [m] und der magnetischen Feldkonstante µo .
Daraus lässt sich unter der Annahme, dass die Drahtlänge {\displaystyle l<{\frac {\lambda }{6}}} ist, mit dem Widerstandsbelag k' des Drahtes die entnehmbare Generatorleistung Pgmax anschreiben.
{\displaystyle P_{\mathrm {gmax} }={\frac {\pi ^{3}nd_{\mathrm {r} }^{3}}{16k'\lambda ^{2}}}*E^{2}}
Aus diesen Gleichungen lassen sich folgende Ableitungen formulieren:
- Der Leitungswiderstand überwiegt bei allen praktischen Bauformen den Strahlungswiderstand bei weitem.
- Die entnehmbare Generatorleistung lässt sich stark durch die Fläche der Antenne beeinflussen. Die Windungszahl n geht nur linear in das Ergebnis ein.
- Der Wirkungsgrad ist, besonders bei Aufbauten mit geringer Fläche, extrem klein.

Der Einsatz von Rahmenantennen ist daher nur im Bereich niederer Frequenzen und großer Feldstärken (> 20 μV/m) sinnvoll möglich. Als Sendeantenne ist sie wegen des kleinen Wirkungsgrades nicht geeignet. Bei höheren Frequenzen verbessert Litze anstelle Draht die magnetische Eigenschaft der Spule.

## Sonderform

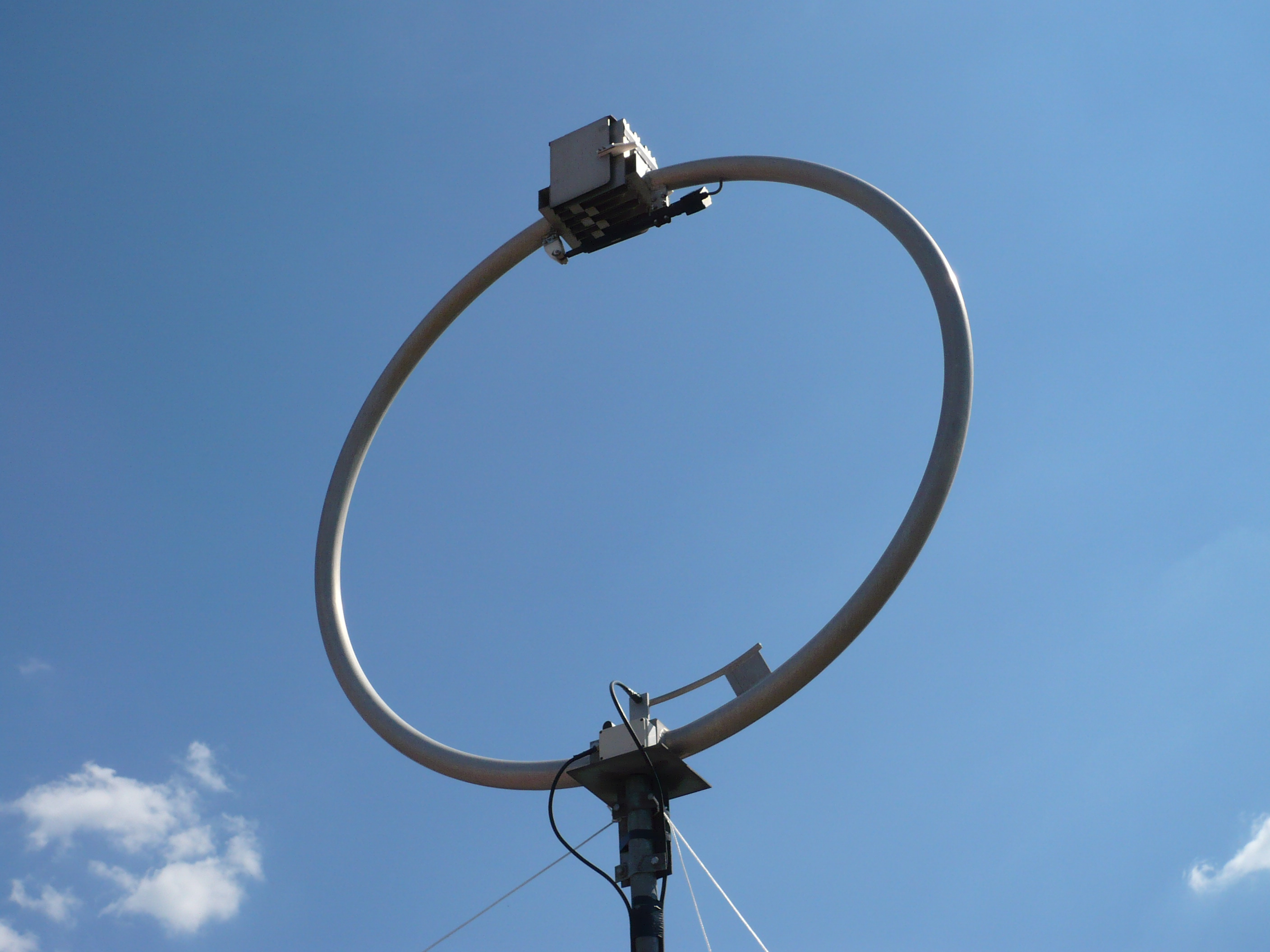
Rahmenantenne mit Tuner für 1,75 bis 30 MHz (Durchmesser 2 m)

Eine Sonderform der Rahmenantenne stellt die sogenannte Loop (engl. für Schleife) dar. Dabei handelt es sich um eine Rahmenantenne mit meist nur einer, gelegentlich auch zwei Windungen. Ihre Resonanzfrequenz liegt aufgrund der geringeren Induktivität der Spule deutlich höher als die der Rahmenantenne und kann bis in den GHz-Bereich reichen.